# Contea di Fremont (Colorado)
La contea di Fremont (in inglese Fremont County) è una contea dello Stato del Colorado, negli Stati Uniti. La popolazione al censimento del 2000 era di 46 145 abitanti. Il capoluogo di contea è Cañon City.

## Geografia
La contea si trova nel centro-sud dello Stato, a sud-ovest di Colorado Springs. La principale attrattiva è il Royal Gorge Canyon, a ovest del capoluogo di contea, Cañon City.

### Contee confinanti
- Contea di Park - nord
- Contea di Teller - nord-est
- Contea di El Paso - nord-est
- Contea di Pueblo - sud-est
- Contea di Custer - sud
- Contea di Saguache - sud-ovest
- Contea di Chaffee - ovest

## Storia
Diversi popoli indigeni abitarono l'area, ma gli Ute furono la tribù dominante per diversi secoli. La contea fu istituita nel 1861 e fu una delle contee originarie del Territorio del Colorado. Deve il suo nome a John C. Frémont, esploratore e politico americano che visitò l'area della contea tra il 1843 e il 1852.

## Comuni

### Cities
- Cañon City (capoluogo)
- Florence

### Towns
- Brookside
- Coal Creek
- Rockvale
- Williamsburg